# Energica Ego
La Energica Ego es una motocicleta eléctrica deportiva fabricada por la empresa italiana Energica, con base en Módena.

## Diseño
Está construida con un cuerpo de fibra de carbono, con un cuadro de aluminio y posee carenados de fibra de vidrio.
Usa neumáticos Pirelli Diablo Rosso II, 120/70 ZR17 el delantero y 180/55 ZR17 el trasero.
Monta un motor de imanes permanentes síncrono CA refrigerado por líquido que desarrolla 145 CV de potencia y un par motor de 200 N·m desde 0 hasta 4.700 rpm. Con esto la Ego tiene una aceleración de 0 a 100 km/h en 3 segundos y una velocidad limitada electrónicamente de 240 km/h. La transmisión es de una sola velocidad con una reductora de relación 2.75 conectada a una transmisión por cadena.
El freno trasero es Brembo de disco de 240 mm de diámetro de 2 pistones, el delantero es Brembo de doble disco de 330 mm de diámetro de 4 pistones. Posee freno regenerativo.
Posee un paquete de baterías de 11.7 kWh de capacidad que le proporciona una autonomía de 100 km circulando a una velocidad constante de 100 km/h. Según la potencia, las recargas pueden durar desde 30 min hasta 3.5 horas.